# ترجیحات جفت‌گیری
ترجیحات جفت‌گیری (انگلیسی: Mating preferences) در انسان به دلیل انتخاب یا عدم جفت‌گیری یک انسان با انسان دیگر و دلیل آنها اشاره دارد. مردان و زنان معیارهای متفاوتی برای داشتن یک همسر خوب یا ایده‌آل دارند (تفاوت‌های جنسیتی). وضعیت اجتماعی-اقتصادی یک همسر بالقوه نیز تأثیر قابل توجهی دارد، به ویژه در مناطق در حال توسعه که بر وضعیت اجتماعی تأکید بیشتری می‌شود.